# Rebecca Dayan
Rebecca Dayan, née en 1984, est une actrice, artiste et militante française. 
Après une formation aux Beaux-Arts, Rebecca Dayan commence sa carrière dans la mode et le théâtre à Paris. Elle a ensuite déménagé à New York où elle a commencé à jouer à l'écran. Après plusieurs petits rôles, elle décroche son premier grand rôle dans le film Noviciat en 2017. Elle est surtout connue pour avoir incarné Elsa Peretti dans la mini-série Netflix Halston, sortie en 2021.

## Biographie
Rebecca Dayan est née sur la Côte d'Azur en 1984. Elle est l'aînée de trois frères et sœurs et elle a été élevée dans l'hôtel de ses parents à Saint-Paul-de-Vence, où elle a développé un amour pour le théâtre, avant que sa famille ne déménage à Nice, où elle a étudié l'art et le théâtre à l'école de dessin municipale Villa Thiole, avant de s'installer à Paris à l'âge de dix-sept ans.

## Carrière
À Paris, Rebecca Dayan a commencé à travailler dans le design de mode en tant qu'assistante chez Sonia Rykiel, puis elle a également travaillé pour Karl Lagerfeld et Ellen von Unwerth. Cependant, elle a déménagé aux États-Unis en 2009. Elle a déclaré à WWD que poursuivre sa deuxième carrière semblait risqué, mais elle avait le soutien de sa famille. Ses premiers rôles d'actrice étaient de petits rôles dans From Paris with Love, Limitless et Celeste and Jesse Forever, sortis entre 2010 et 2012.
En tant que peintre, Dayan a présenté une collection intitulée « Assumption » à la Catherine Ahnell Gallery de New York en 2015, utilisant principalement des aquarelles pour représenter des images de femmes en tant que figures de Madone. Pendant qu'elle travaillait sur son art, elle a également vécu dans un studio de la galerie, et plusieurs femmes célèbres ont posé pour elle dans des interprétations modernes des poses de Madone.
Elle a ensuite eu son premier grand rôle d'actrice, mettant en vedette le personnage secondaire de Sœur Emanuel dans le film Noviciate sorti en 2017, sur les jeunes religieuses, avec Margaret Qualley et Dianna Agron. Le film a reçu des critiques positives et est « certifié frais » sur Rotten Tomatoes. 
Rebecca Dayan a interprété l'actrice française Sarah Bernhardt dans le biopic Tesla de 2020 sur Nikola Tesla.
En 2019, elle a été choisie pour incarner la créatrice italienne Elsa Peretti dans la mini-série de Ryan Murphy Halston. À l'origine, elle allait auditionner pour un rôle qui a finalement été supprimé lors des réécritures, mais son manager pensait qu'elle serait meilleure en tant qu'Elsa. La mini-série a été tournée avant et pendant la pandémie de Covid-19.
En 2021, elle figure au casting principal de la deuxième partie de la dixième saison d'American Horror Story. L'année suivante, elle intègre la distribution de la onzième saison, mais elle apparaît également dans le sixième épisode de la deuxième saison du spin-off American Horror Stories.

## Activisme
Rebecca Dayan utilise divers supports pour sensibiliser à la mortalité maternelle aux États-Unis et à la santé des femmes en général. Après avoir regardé le documentaire The Business of Being Born, elle s'est inquiétée de la hausse des taux de mortalité maternelle aux États-Unis, le seul cas dans le monde développé. Elle a depuis produit le documentaire Born Free sur le sujet et lancé l'association Mother Lover.

## Filmographie

### Cinéma
- 2010 : From Paris with Love : l'assistante du ministre des Affaires étrangères
- 2011 : Limitless
- 2012 : Celeste and Jesse Forever : Veronica
- 2014 : H. : Helen
- 2017 : Noviciate : Sœur Emmanuel
- 2020 : Tesla : Sarah Bernhardt
- 2024 : Bonjour tristesse de Durga Chew-Bose : Frances Webb

### Télévision
- 2014 : Elementary : Fabiana (saison 2, épisode 11)
- 2021 : Halston : Elsa Peretti
- 2021 : American Horror Story: Double Feature : Maria Wycoff (rôle principal - deuxième partie)
- 2022 : American Horror Stories : Dr. Enid Perle (saison 2, épisode 6)
- 2022 : American Horror Story: NYC : Alana (rôle récurrent)